# Roland Svensson
Pour les articles homonymes, voir Svensson.
Roland Krister Svensson est un lutteur suédois né le 23 juin 1945 à Malmö et mort le 20 mars 2014 dans la même ville. Il est le fils du lutteur Egon Svensson et le cousin du lutteur Leif Freij.

## Palmarès

### Championnats du monde
- Médaille d'argent en lutte gréco-romaine dans la catégorie des moins de 63 kg en 1969 à Mar del Plata